# Challenger de Lexington 2021
El torneo Kentucky Bank Tennis Championships 2021 fue un torneo profesional de tenis. Perteneció al ATP Challenger Series 2021. Se disputó en su 25.ª edición sobre superficie dura, en Lexington, Estados Unidos entre el 26 de julio al el 1 de agosto de 2021.

## Jugadores participantes del cuadro de individuales
| Favorito | País                      | Jugador              | Rank1 | Posición en el torneo |
| -------- | ------------------------- | -------------------- | ----- | --------------------- |
| 1        | Bandera de Estados Unidos | Jenson Brooksby      | 126   | Cuartos de final      |
| 2        | Bandera de Australia      | Alex Bolt            | 148   | Baja                  |
| 3        | Bandera de Estados Unidos | Maxime Cressy        | 149   | Segunda ronda         |
| 4        | Bandera de la India       | Prajnesh Gunneswaran | 156   | Primera ronda         |
| 5        | Bandera de Ecuador        | Emilio Gómez         | 168   | Primera ronda         |
| 6        | Bandera de Chile          | Alejandro Tabilo     | 172   | FINAL                 |
| 7        | Bandera de Estados Unidos | Ernesto Escobedo     | 182   | Semifinales           |
| 8        | Bandera de Australia      | Thanasi Kokkinakis   | 183   | Semifinales           |

- 1 Se ha tomado en cuenta el ranking del 19 de julio de 2021.

### Otros participantes
Los siguientes jugadores recibieron una invitación (wild card), por lo tanto ingresan directamente al cuadro principal (WC):
- Stefan Dostanic
- Govind Nanda
- Liam Draxl

Los siguientes jugadores ingresan al cuadro principal tras disputar el cuadro clasificatorio (Q):
- Darian King
- Stefan Kozlov
- Aidan McHugh
- Genaro Alberto Olivieri

## Campeones

### Individual Masculino
- Jason Kubler derrotó en la final a  Alejandro Tabilo, 7–5, 6–7(2), 7–5

### Dobles Masculino
- Liam Draxl /  Stefan Kozlov derrotaron en la final a  Alex Rybakov /  Reese Stalder, 6–2, 6–7(5), [10–7]